# 北巴东拉瓦斯县
北巴东拉瓦斯县是印度尼西亚北苏门答腊省所辖的一个县，县治为古农图阿。
北巴东拉瓦斯县的面积为3,918.05平方公里，2010年时的人口为223,049。